# 徐天红 (越剧演员)
徐天红（1925年9月13日—2010年5月24日），生于浙江余姚，越剧女演员，擅演老生，为一级演员。

## 生平
1941年，参加天星越剧团。1945年，参加红星越剧团。1946年，组建天红越剧团。1947年8月，参与《山河恋》联合义演，为“越剧十姐妹”之一。1950年2月，与戚雅仙组建合作越剧团，担任团长。1950年9月，与尹桂芳重新组建芳华越剧团。1960年8月，进入上海越剧院。代表作《梁祝》(饰演祝公远)、《二堂放子》(饰演刘彦昌)等。被誉为“越剧第一老生”。
2010年5月24日在上海市卢湾区中心医院病逝，享年85岁。